# 买买提依明·托合塔尤甫
买买提依明·托合塔尤甫（1920年—1969年）维吾尔族，生于新疆喀什，中华民国及中华人民共和国作家、摄影师。

## 生平
1936年到1937年，在乌鲁木齐师范学校学习。1937年到1942年，在新疆日报社工作并且学摄影。1943年，因为参加革命活动而被盛世才政府逮捕，1945年获释回到家乡喀什。1946年到上海学习摄影。1947年回到新疆后，在新疆青年文工团任职，其间随团赴南京、上海、台湾等地演出。1948年到香港学习，后来在上海《天山画报》社任职。中华人民共和国成立后，1951年回到新疆，先后在新疆军区电影放映队、新疆维吾尔自治区歌舞团任职。
1969年，买买提依明·托合塔尤甫病逝。

## 著作
- 长篇小说《血地》[2]